# 1949 en photographie
| Années de la photographie : 1946 - 1947 - 1948 - 1949 - 1950 - 1951 - 1952    |
| Décennies de la photographie : 1910 - 1920 - 1930 - 1940 - 1950 - 1960 - 1970 |

Cet article présente les faits marquants de l'année 1949 en photographie.

## Événements
- Six jeunes photographes allemands — Peter Keetman, Ludwig Windstoßer, Siegfried Lauterwasser (de), Toni Schneiders (de), Wolfgang Reisewitz (de) et Otto Steinert — se réunissent pour former le groupe Fotoform (de) afin de défendre une conception d'avant-garde de la photographie, en rupture complète avec la photographie conventionnelle en Allemagne de l'Ouest dans la période d'après-guerre ; ils revendiquent de donner une nette orientation artistique à leur travail, en mettant en avant les possibilités créatives de la photographie, qui avaient été mises en sommeil par la politique culturelle nationale-socialiste, et en cherchant à retrouver les tendances photographiques des années 1920 et du début des années 1930, pour définir une nouvelle objectivité.
- Création du magazine hebdomadaire français d'actualités et d'images Paris Match, avec le sous-titre « grand hebdomadaire de Photo-Couleur ». Le photographe Izis y entre comme photo-reporter[1].

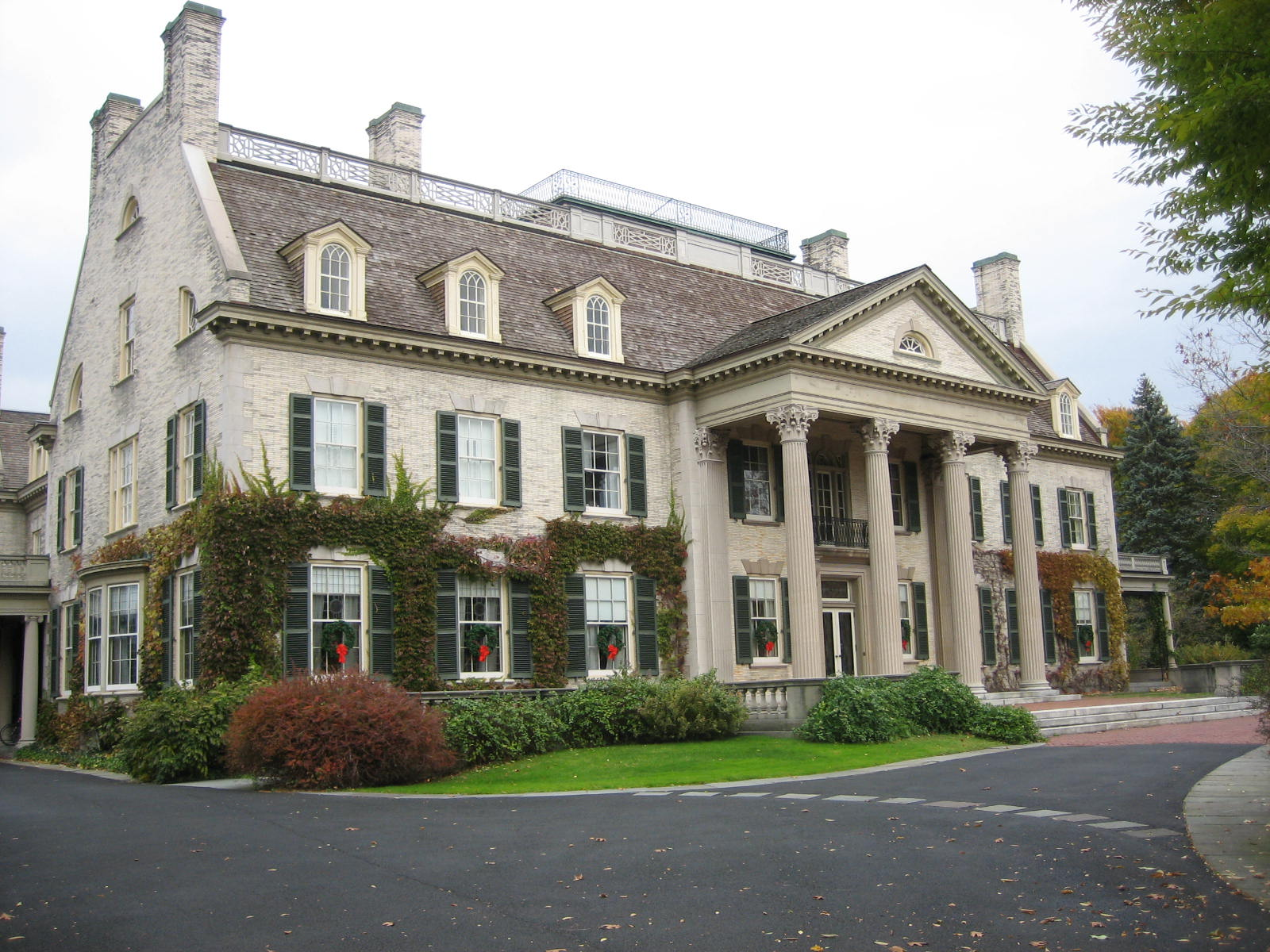
Extérieur de la George Eastman House.

- 9 novembre : ouverture de la George Eastman House, à Rochester aux États-Unis, premier musée de photographie au monde encore en activité, qui assure un rôle de premier plan dans la préservation et la conservation des photographies ; il est installé dans la demeure de George Eastman, fondateur de Kodak[2].

- 11 mai : début de la commercialisation de l’appareil photographique instantané Polaroïd[3].
- La firme soviétique LOMO commercialise le Lomo Lubitel, un appareil photographique reflex bi-objectifs moyen format.
- La firme allemande Kamera Werk (KW) à Dresde commercialise la gamme Praktica d'appareils photographiques 35 mm à visée reflex.
- Création de Yashica, fabricant japonais d'appareils photographiques

## Photographies notables

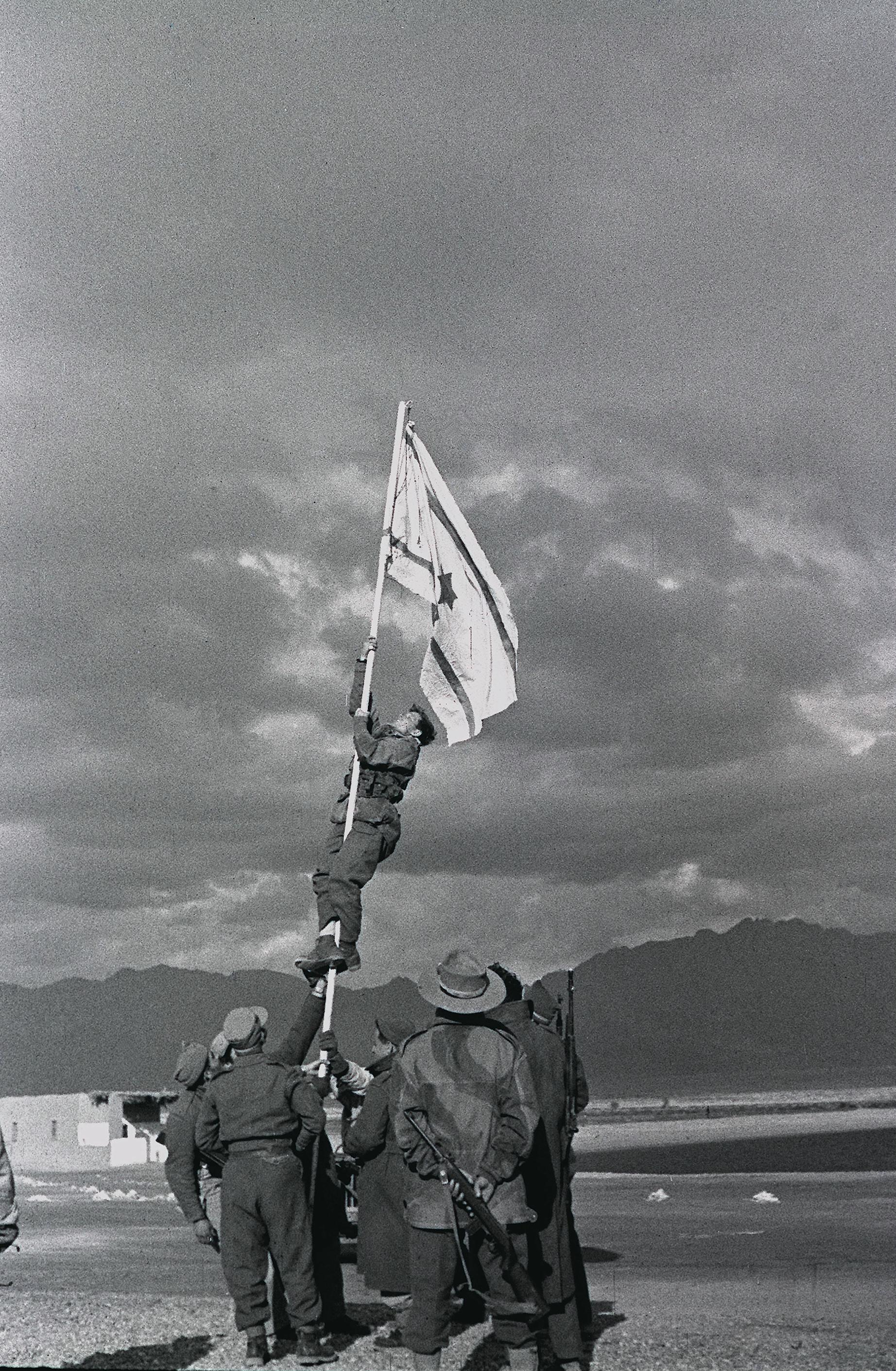
Levée du Drapeau à l'encre.

- 10 mars : photographie prise par le soldat Micha Perry représentant la Levée du Drapeau à l'encre : des soldats de la brigade HaNeguev dressent un drapeau israélien improvisé après la prise du village arabe d'Umm Rashrash sur le Golfe d'Aqaba le 10 mars 1949 ; cet acte symbolique marque la fin de la guerre israélo-arabe de 1948.
- avril-mai : la photographe américaine Ruth Robertson photographie les Angel Falls au Venezuela ; ses photographies sont publiées dans le magazine National Geographic en novembre[4].

## Livres de photographies
- (en) Brassaï, Camera in Paris, Londres, Focal press, coll. « Masters of the camera », 95 p..
- Robert Doisneau (photographies), Blaise Cendrars (texte), La banlieue de Paris, Paris, Pierre Seghers, 1949 (130 photographies en noir et blanc reproduites à pleine page en héliogravure ; jaquette illustrée d'un photomontage)[5].
- Philippe Halsman, The Frenchman. A Photographic Interview with Fernandel, New York, Simon and Schuster, 1949 ; réédition : Cologne, Taschen, 2005. Halsman a rencontré Fernandel en 1948 à New York et propose à l'acteur français de participer à une expérience photographique originale : il lui posera des questions sur l'Amérique et la société américaine auxquelles Fernandel ne répondra que par des expressions faciales[6].
- Lucien Lorelle et Donald Langelaan, La photographie publicitaire, Paris, Publications photographiques et cinématographiques Paul Montel, 109 p.
- Ylla, Chiens, préface de Charles-Albert Cingria, Genève et Paris, J. Marguerat (coll. « Merveilles du Monde »), 21 p.

## Études, essais, articles
- * (en) Helmut Gernsheim, Lewis Carroll photographer, Londres, Max Parrish / New York, Chanticleer press, 1949, XI-121 p.

## Expositions
- Au Museum of Modern Art (MoMA), New York, commissaire d'exposition : Edward Steichen :
  - 8 février - 1er mai : The exact instant[7].
  - 29 novembre - 15 janvier 1950 : Roots of French Photography[8].
- 15 mars - 17 avril : Raymond Burnier, Metropolitan Museum of Art (The Met), New York[9],[10].
- Exposition du photographe japonais surréaliste Kansuke Yamamoto, Tokyo, Musée d'Art métropolitain.
- Henriette Grindat, librairie-galerie La Hune, Paris[11].

## Festivals et congrès photographiques
- 4e Salon national de la photographie, Bibliothèque nationale, Paris[12].
- 37e Salon international d'art photographique, Hôtel de la Société française de photographie, 51 rue de Clichy, Paris[13].

## Prix et récompenses

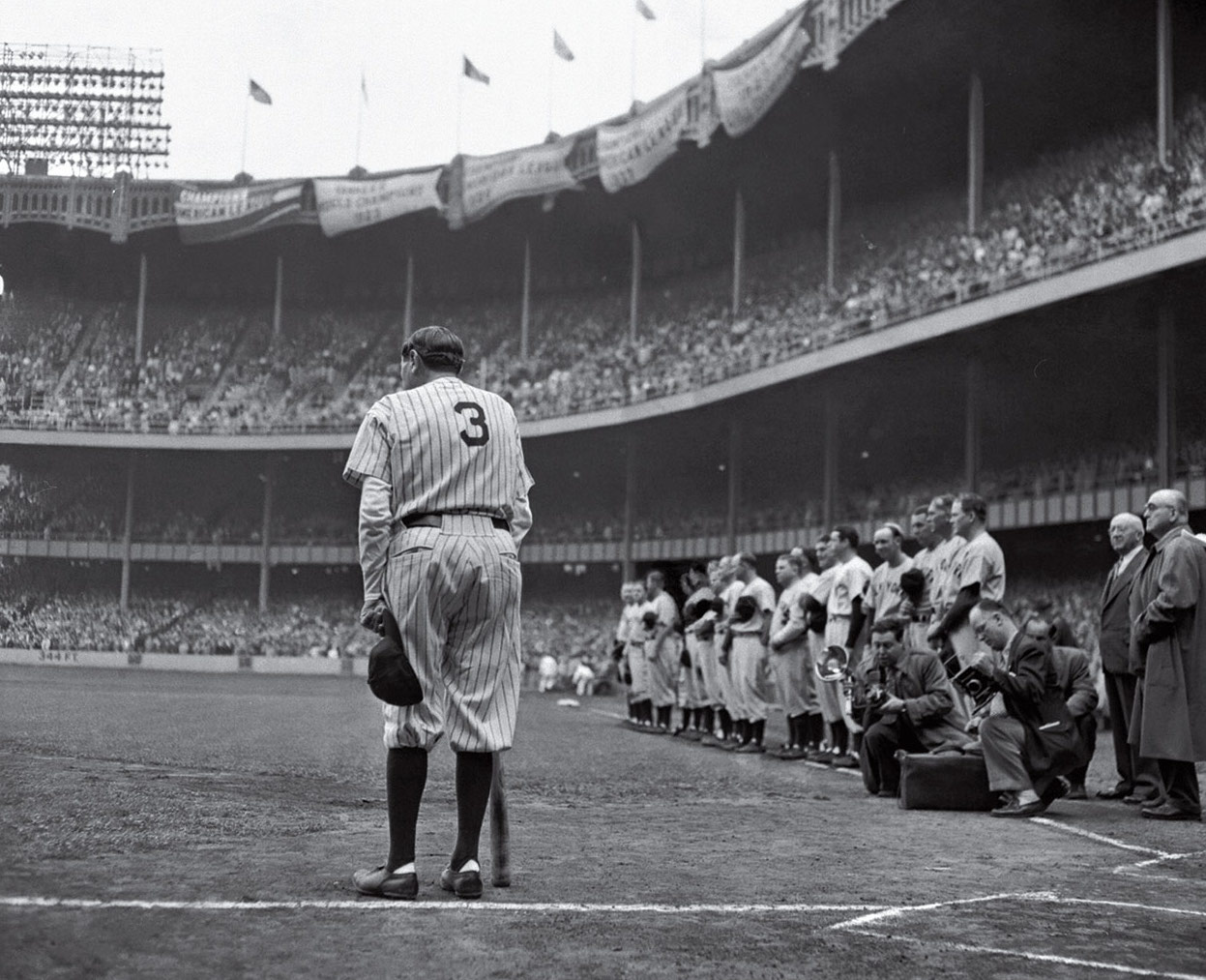
Nath Fein, Babe Ruth Bows Out.

- Prix Pulitzer de photographie : Nat Fein (en), photographe au New York Herald Tribune pour Babe Ruth Bows Out (en), représentant le joueur de baseball Babe Ruth au Yankee Stadium à New York, à la retraite depuis 1935 et portant son maillot retiré no 3[14].

## Naissances en 1949
- 15 janvier : Bernard Birsinger, photographe français.
- 19 janvier : Marc Jeudy, photographe français.
- 4 février : Claude Nori, photographe et éditeur français.
- 14 février : Stanley Greene, photojournaliste de guerre américain, mort le 19 mai 2017.
- 5 mars : François Lagarde, photographe et réalisateur français, mort le 13 janvier 2017.
- 9 mars : Patrick Chapuis, photographe documentariste français, mort le 14 janvier 2021.
- 13 mars : Agnès Bonnot, actrice et photographe française, lauréate en 1979 du prix Niépce.
- 14 mars : Carol Jerrems, photographe et cinéaste australienne, morte le 21 février 1980.
- 15 mars : Robert Chouraqui, photographe français.
- 7 avril : Patrick Chauvel, photographe, correspondant de guerre et réalisateur français.
- 10 avril : 
  - Richard Baillargeon, artiste et photographe canadien.
  - Birgit Jürgenssen, artiste et photographe autrichienne, morte le 25 septembre 2003.
- 13 avril : Graziano Arici, photographe italien.
- 17 avril : Nhàn Nguyen, photographe vietnamien actif en France.
- 20 avril : Clara Gutsche, photographe canadienne.
- 29 avril : Daniel Lainé, photographe de presse et journaliste français.
- 12 mai : Ulrich Wüst, photographe allemand.
- 22 mai : Françoise Saur, photographe française, lauréate du prix Niépce en 1987.
- 29 mai : Frédérique Darragon, spécialiste française de l'Himalaya et photographe.
- 5 juin : 
  - Donna Ferrato, photojournaliste américaine.
  - Olivier Rebbot, photojournaliste français, mort le 9 avril 1981.
- 16 juin : Arnaud Claass, photographe français.
- 26 juin : C. C. Lockwood, photographe américain.
- 29 juin : Marie-Ange Donzé, journaliste et photographe française, morte le 30 août 2006.
- 30 juin : Oreste Pipolo, photographe italien actif à Naples, mort le 15 février 2015.
- 5 juillet : Patrick de Wilde, photographe français.
- 6 juillet : Joël Pèlerin, photographe français actif à La Réunion.
- 9 juillet : Suzanne Lafont, photographe française.
- 12 juillet : Hartmut Mirbach, photographe et peintre allemand, mort le 13 juin 2011.
- 21 juillet : Jean-Baptiste Mondino, photographe et réalisateur de publicités français.
- 24 juillet : Stasys Eidrigevičius, artiste et photographe lituano-polonais.
- 6 août : Richard Prince, peintre et un photographe plasticien américain.
- 24 septembre : Claude Gassian, photographe français, spécialisé dans les portraits de personnalités du monde de la musique.
- 2 octobre : Annie Leibovitz, photographe américaine.
- 3 octobre : Laurie Simmons, photographe américaine.
- 14 octobre : Cristina García Rodero, photographe photojournaliste espagnole.
- 21 octobre : Sophie Ristelhueber, artiste et photographe française.
- 4 novembre : Garo Aida, photographe japonais.
- 22 novembre : 
  - Chip Berlet, journaliste et photographe américain.
  - Ton Huijbers, photographe néerlandais.
- 24 novembre : Guy Hersant, photographe français.

- Date précise inconnue ou non renseignée :
  - Margaret Courtney-Clarke, photographe namibienne.
  - John Davies, photographe britannique.
  - Demo Wangjoe Dorjee, photographe tibétain.
  - Francis Grosjean, photographe et réalisateur français.
  - Jōji Hashiguchi, photographe japonais.
  - Craigie Horsfield, photographe britannique.
  - Kenro Izu, photographe japonais.
  - Bernard Just, photographe français.
  - Vijay Kranti, journaliste et photojournaliste indien.
  - Sadayuki Mikami, photographe japonais.
  - Manabu Miyazaki, photographe japonais.
  - Max Pam, photographe australien.
  - Evgeniy Pavlov, photographe ukrainien, l'un des fondateurs du groupe Vremia, mouvement artistique important dans l'école de photographie de Kharkiv.
  - Toshio Shibata, photographe japonais.
  - Tadashi Shimada, photographe japonais.
  - Jonathan Scott, zoologiste et photographe britannique.
  - Beatrix Von Conta, photographe allemande active en France.

## Décès en 1949
- 19 janvier : Benedicte Wrensted, photographe dano-américaine, née le 10 février 1859.
- 20 janvier : Iwata Nakayama, photographe japonais, né le 3 août 1895.
- 5 février : Aizō Morikawa, photographe japonais, né en 1878.
- 21 février : Anders Beer Wilse, photographe norvégien, né le 12 juin 1865.
- 22 février : Marie Høeg, photographe norvégienne, née le 15 avril 1866.
- 12 septembre : Valentine Mallet, photographe suisse, née le 15 août 1872.
- 3 octobre : Ernest J. Bellocq, photographe américain, connu pour ses photographies de nus et de prostituées à La Nouvelle-Orléans, né le 19 août 1873.
- 22 septembre : Eustasio Villanueva, photographe espagnol, né le 29 mars 1875.

- Date précise non renseignée ou inconnue :
  - Gaetano d'Agata, photographe italien, né en 1883.

## Célébrations
Centenaire de naissance
- François Brunery
- Hyacinthe Fourtier
- Francisco Laporta Valor
- Ina Liljeqvist
- F. W. Micklethwaite
- Romualdo Moscioni
- Wojciech Piechowski
- Jacob Riis
- Pierre Sayve
- Otto Wegener

Centenaire de décès
- William Valentine (en)